# Câncer esofágico
O cancro do esófago (português europeu) ou câncer esofágico (português brasileiro) é o cancro que tem origem no esófago, o canal alimentar entre a garganta e o estômago. Os sintomas muitas vezes incluem dificuldade em engolir e perda de peso. Entre outros sintomas estão dor ao engolir, alteração na voz, aumento dos gânglios linfáticos em volta da clavícula, tosse seca e possibilidade de tossir ou vomitar sangue.
Os dois principais sub-tipos da doença são o carcinoma de células escamosas do esófago, que é mais comum em países em vias de desenvolvimento, e o adenocarcinoma do esófago, que é mais comum em países desenvolvidos. Existem também outros tipos menos comuns. Os carcinomas de células escamosas têm origem nas células epiteliais que revestem o esófago. Os adenocarcinomas têm origem nas células glandulares presentes no terço inferior do esófago. Em muitos casos, estas células transformam-se em células intestinais, uma condição denominada síndrome de Barrett. As causas mais comuns do tipo de células escamosas são o tabagismo, o consumo de bebidas alcoólicas e de bebidas muito quentes e uma dieta inadequada. As causas mais comuns do tipo adenocarcinoma são o tabagismo, a obesidade e o refluxo gastroesofágico.
A doença é diagnosticada por biópsia de uma amostra recolhida por endoscopia. A prevenção inclui deixar de fumar e adotar uma dieta saudável. A escolha do tratamento tem por base a localização e o estádio do cancro, assim como da condição geral da pessoa e preferências individuais. Os cancros de células escamosas pequenos e localizados podem ser tratados exclusivamente com cirurgia, sendo expectável a cura. Na maior parte dos outros casos, para além da cirurgia pode ser usada quimioterapia com ou sem radioterapia. O crescimento dos tumores de maior dimensão pode ser atrasado com quimioterapia e radioterapia. Na presença de metástases ou no caso do doente não se encontrar apto a submeter-se a uma cirurgia, recomenda-se muitas vezes a administração de cuidados paliativos. O prognóstico é influenciado pela extensão da doença e por doenças que ocorrem em simultâneo, mas geralmente tende a ser pouco positivo, uma vez que o diagnóstico é muitas vezes feito em estádios já avançados. As taxas de sobrevivência a cinco anos são de 13 a 18%.
Em 2012, o cancro do esófago era o oitavo cancro mais comum em todo o mundo. No mesmo ano surgiram 456 000 novos casos e a doença provocou a morte a 400 000 pessoas, um aumento em relação às 345 000 em 1990. A prevalência varia significativamente entre países. Metade de todos os casos ocorre na China. É três vezes mais comum em homens do que em mulheres.

## Sinais e sintomas
A disfagia (dificuldade para engolir) e odinofagia (dor ao engolir) são os sintomas mais comuns do câncer de esôfago, sendo que a disfagia é o primeiro sintoma em muitos pacientes. Alimentação com líquidos e alimentos leves geralmente é tolerada, enquanto alimentos sólidos (como pão ou carne) causam mais dificuldade. A má nutrição leva a perda de peso considerável. A dor pode ser severa e agravada pela deglutição e, ainda, espasmódica. Um dos primeiros sinais pode ser voz rouca.
A presença do tumor pode perturbar o peristaltismo (organizado reflexo da deglutição), levando a náuseas e vômitos, regurgitação de alimentos, tosse e aumento do risco de pneumonia aspirativa. A superfície do tumor pode ser frágil e sangrar, causando hematêmese (vômito com sangue). Compressão de estruturas locais ocorre no estágio avançado da doença, levando a problemas como a obstrução das vias aéreas superiores e a síndrome da veia cava superior. Fístulas podem se desenvolver entre o esôfago e a traquéia, aumentando a risco de pneumonia. Essa condição geralmente também está relacionada a tosse e febre.
Se a doença se espalhar para outras partes do corpo, podem surgir sintomas relacionados com: metástase no fígado, que pode causar icterícia e ascite, e metástase no pulmão, que pode causar falta de ar, derrame pleural, etc.

## Causas

### Aumento de riscos
O esôfago de Barrett é considerado um fator de risco para o adenocarcinoma de esôfago. Alguns subtipos de câncer estão ligados a fatores de risco particular:
- A maioria dos doentes têm mais de 60 anos e é mais comum em homens;
- A probabilidade é maior em pessoas que têm parentes próximos com câncer;
- Tabagismo e álcool aumentam o risco de desenvolvimento de câncer de esôfago e, juntos, parecem aumentar o risco mais do que individualmente;
- Doença do refluxo gastroesofágico (DRGE) e o consequente esôfago de Barrett aumentam o risco de câncer devido à irritação crônica da mucosa (adenocarcinoma é mais comum nessa condição, enquanto todos os outros fatores de risco mais predispõem para o carcinoma de células escamosas);[10]
- Presença do papilomavírus humano (HPV);[11]
- Ferimento corrosivo no esôfago por ingestão de soda cáustica ou ácidos;
- Histórico de outros cânceres de cabeça e pescoço aumenta a chance de desenvolver um segundo câncer nessa região, incluindo câncer de esôfago;
- Síndrome de Tylosis e Howel-Evans (engrossamento hereditário da pele das palmas das mãos e plantas dos pés);
- A doença celíaca predispõe para o carcinoma de células escamosas;[12]
- A obesidade aumenta o risco de adenocarcinoma quádrupla.[13] Suspeita-se que o maior risco de refluxo pode estar por trás dessa associação.[10][14]
- Lesão térmica por ingerir bebidas muito quentes.[15][16]
- Consumo de álcool por indivíduos que apresentam vermelhidão facial ao ingerí-lo.[17]
- Acalasia.[18]

## Diagnóstico
Os cânceres de esôfago são carcinomas - como também são chamados os cânceres - que surgem a partir do epitélio, que é o revestimento da superfície do esôfago. A maioria dos cânceres de esôfago se enquadram em uma das duas classes: os carcinomas de células escamosas, que são semelhantes aos de cabeça e pescoço em sua aparência e sua associação com o consumo de tabaco e álcool, e os adenocarcinomas, que são frequentemente associados com histórico de doença do refluxo gastroesofágico e esôfago de Barrett.
O diagnóstico é feito com endoscopia, o que implica a passagem de um tubo flexível pelo esôfago e a visualização da parede do esôfago. São realizadas biopsias das lesões suspeitas e examinadas histologicamente para descobrir se os tumores são malignos.
Geralmente são realizados testes adicionais para estimar o estágio do tumor. A tomografia computadorizada do tórax, abdômen e pélvis, pode avaliar se o câncer se espalhou para tecidos adjacentes ou órgãos distantes (principalmente fígado e gânglios linfáticos). A sensibilidade da tomografia é limitada por sua capacidade de detectar massas geralmente maiores que 1 cm.
A maioria dos tumores do esôfago são malignos, apenas 0,5% são benignos. Uma pequena proporção menos de 10%) é o leiomioma (tumor do músculo liso) ou tumor estromal gastrointestinal (GIST). Os tumores malignos são geralmente adenocarcinomas, carcinomas espinocelular e, ocasionalmente, carcinomas de pequenas células.

## Prevenção
- Risco parece ser menor em pacientes em uso de aspirina ou drogas afins ( AINEs ).[19]
- O papel do Helicobacter pylori na progressão para adenocarcinoma de esôfago ainda é incerta, mas, com base em dados da população, pode realizar um efeito protetor.[20][21] Acredita-se que H. pylori previne a gastrite crônica, que é um fator de risco para refluxo que, por sua vez, é um fator de risco para o adenocarcinoma de esôfago.[22]
- Segundo o National Cancer Institute "dietas ricas em repolho, brócolis e couve-flor, e frutas e legumas verde e amarelo estão associadas a um risco menor de câncer de esôfago."[23]
- Moderado consumo de café também está associado a um risco menor.[24]

## Tratamento

Antes e depois de uma esofagectomia total.

Linhas de cicatrização dos dois principais métodos cirúrgicos

O tratamento é geralmente gerido por uma equipa multidisciplinar constituída pelas várias especialidades médicas envolvidas. Os fatores que influenciam as decisões de tratamento incluem o estádio, o tipo celular do cancro, a condição geral da pessoa e a eventual presença de outras doenças.
De forma geral, o tratamento com a intenção de curar a doença só se realiza quando o cancro é localizado e quando ainda não existem metástases distantes. Neste caso, é geralmente considerado o recurso a cirurgia. Quando a doença se espalhou, apresenta metástases ou é recorrente, é tratada com cuidados paliativos. Neste caso, pode ser usada quimioterapia para prolongar a esperança de vida, enquanto a radioterapia e a aplicação de um stent permitem aliviar os sintomas e facilitar a deglutição. O tratamento deve ainda assegurar a correta nutrição e tratamento dentário do doente.

### Cirurgia
Uma esofagectomia é um procedimento cirúrgico que consiste na remoção de um segmento ou da totalidade do esófago. Uma vez que isto diminui o comprimento do restante esófago, geralmente desloca-se também uma parte do trato digestivo em direção ao peito e sobrepõe-se. Esta parte é geralmente o estômago ou parte do intestino grosso ou do jejuno. A união do estômago ao esófago encurtado é denominada "anastomose esófago-gástrica". No entanto, este procedimento é difícil e apresenta um risco relativamente elevado de mortalidade ou de dificuldades pós-operatórias. A ressecção endoscópica da mucosa é uma técnica cirúrgica que consiste na remoção de pequenos tumores situados apenas na mucosa ou no revestimento do esófago.
A esofagectomia pode ser considerada no tratamento de adenocarcinomas em estádios iniciais. No caso dos carcinomas de células escamosas em estádios iniciais, os benefícios da cirurgia são menos claros. Estão disponíveis várias opções cirúrgicas e a melhor escolha para determinadas situações é ainda objeto de discussão e investigação. Quando o cancro apresenta metástases noutras partes do corpo, geralmente não é realizada esofagectomia.
A qualidade de vida esperada após o tratamento é um fator de decisão relevante quando se considera a cirurgia. A esofagectomia pode ser realizada através de vários métodos. A escolha da abordagem cirúrgica depende das características e localização do tumor e da preferência do cirurgião. Há ainda poucas evidências de ensaios clínicos sobre que abordagens produzem os melhores resultados em diferentes circunstâncias. O prognóstico da cirurgia tem tendência a ser melhor em centros clínicos de grande dimensão em que os procedimentos são feitos de forma rotineira.

### Quimioterapia e radioterapia
A quimioterapia pode ser adjuvante (realizada após a cirurgia para diminuir o risco de recorrência), neoadjuvante (antes da cirurgia) ou quando não é possível realizar cirurgia. O fármaco depende do tipo de tumor. Geralmente tem por base a administração de cisplatina (ou carboplatina ou oxaliplatina) a cada três semanas com fluorouracila (5-FU), quer de forma contínua quer também a cada três semanas.
A radioterapia pode ser realizada antes, durante ou depois da quimioterapia ou da cirurgia. Em alguns casos pode ser realizada isoladamente para controlar os sintomas. Em pessoas com a doença localizada, a radioterapia pode ser usada com o objetivo de cura.

## Epidemiologia

Mortes por cancro do esófago por milhão de pessoas em 2012
0-4
5-6
7-10
11-15
16-26
27-36
37-45
46-59
60-75
76-142

O cancro do esófago é o oitavo cancro mais comum em todo o mundo. Devido ao prognóstico geralmente negativo, é a sexta causa mais comum de mortes por cancro. Em 2012 a doença foi responsável pela morte de 400 000 pessoas, o que corresponde a 5% de todas as mortes por cancro. No mesmo ano, foram diagnosticados 456 000 novos casos, o que representa 3% de todos os cancros. O carcinoma de células escamosas corresponde a 60–70% dos casos, enquanto que o adenocarcinoma corresponde a 20–30%. A incidência dos dois principais tipos varia significativamente entre as diferentes regiões geográficas. Regra geral, o carcinoma de células escamosas é mais comum em países em vias de desenvolvimento, enquanto que os adenocarcinomas são mais comum em países desenvolvidos.